# محمد باتوانی
محمد باتوانی (زاده ۱۳۶۰، زرین شهر) کاراته‌کا تیم ملی جمهوری اسلامی ایران و از اهالی لنجان و فریدون‌شهر است.
او به همراه دو برادرش محمدعلی باتوانی و محمدرضا باتوانی عضو تیم ملی کاراتهٔ ایران هستند و تاکنون نتایج موفقیت‌آمیز زیادی را در عرصه‌های مختلف بین‌المللی برای ایران رقم زده‌است.

## کسب مدال‌های تیمی در مسابقات جهانی
- مدال نقره مسابقات آسیایی ژاپن، توکیو، ۲۰۰۲.
- مدال نقره مسابقات جهانی روسیه، مسکو، ۲۰۰۳.
- مدال طلای مسابقات کاپ جهانی، تونس، ۲۰۰۴.
- مدال طلای مسابقات آسیا–اقیانوسیه، مالزی، ۲۰۰۴.
- مدال نقره کاپ جهانی ایتالیا، میلان، ۲۰۰۴.
- مدال نقره آسیایی ماکائو، چین، ۲۰۰۵.
- مدال برنز مسابقات جهانی ژاپن، توکیو، ۲۰۰۶.
- مدال طلای مسابقات آسیا–اقیانوسیه، هنگ کنگ، ۲۰۰۷.
- مدال طلای مسابقات بین‌المللی جام وحدت و دوستی تهران، ۱۳۸۷.
- مدال طلای مسابقات بین‌المللی جام وحدت و دوستی تهران، ۱۳۸۸.
- مدال طلای مسابقات بین‌المللی جام وحدت و دوستی تهران، ۱۳۸۹.
- مدال طلای مسابقات جهانی چین، پکن، ۲۰۱۰.
- مدال طلای ستارگان جهان ترکیه، استانبول، ۲۰۱۰.
- مدال طلای مسابقات آسیا-اقیانوسیه، هنگ کنگ، ۲۰۱۲.
- مدال برنز قهرمانی آسیا، کویت، ۲۰۱۴.
- مدال برنز مسابقات آسیایی ازبکستان، تاشکند، ۲۰۱۵.
- مدال طلای مردان جهان، تهران، ۲۰۱۶.
- مدال نقره مسابقات کاپ جهانی، فرانسه، پاریس، ۲۰۱۷.[۵]